# Меано (Тренто)
Меано је насеље у Италији у округу Тренто, региону Трентино-Јужни Тирол.
Према процени из 2011. у насељу је живело 2096 становника. Насеље се налази на надморској висини од 348 м.